# Menschenrechte in Eritrea
Die Situation der Menschenrechte in Eritrea wurde unter anderem vom Französischen Ministerium für Auswärtige Angelegenheiten als „besorgniserregend“ beschrieben. Das Land ist sehr abgeschottet, der Grad an politischen und bürgerlichen Freiheiten war 2014 umstritten, scheint aber sehr begrenzt – zahlreiche Fälle von Folter und willkürlichen Verhaftungen wurden von Human Rights Watch und Amnesty International gemeldet.

## Bürgerrechte, politische Freiheiten
Das Land wird von der Volksfront für Demokratie und Gerechtigkeit unter Staatspräsident Isayas Afawerki regiert, welcher seit Februar 1994 an der Spitze der Übergangsregierung Eritreas steht und von Reporter ohne Grenzen als mitleidloser Diktator beschrieben wird. Das Regime wird komplett von der Einheitspartei dominiert, die eine totalitäre Kontrolle ausübt.
Es wurden keine Wahlen durchgeführt, und Isayas Afewerki erklärte 2008, dass es für sie in den nächsten Dekaden keinen Platz in der Politik gebe, da sie „vertikal die Gesellschaft polarisierten“. Weiterhin gab er an, dass er so lange an der Macht bleiben werde, wie es nötig sei. 2004 wurden regionale Wahlen organisiert, doch sie wurden durch die Volksfront verhindert.
Die Opposition wurde mundtot gemacht, und nach Angaben von Nichtregierungsorganisationen wurde keine Form des Dissidententums toleriert. Am 18. September 2001 wurde eine Welle der Repression gestartet. Elf Mitglieder der Einheitspartei wurden inhaftiert, weil sie, zusammen mit vier weiteren Politikern als G-15 (Gruppe der 15) auftretend, in einem offenen Brief Afewerkis Politik kritisiert und Rerformen angemahnt hatten. Mehrere politische Opponenten kamen im gleichen Jahr unter Arrest, viele von ihnen starben – einschließlich General Ogbe Abraha – in Festungshaft.
Laut Amnesty International gibt es Tausende von politischen Häftlingen, welche keinen Kontakt zu Familien und Rechtsbeiständen haben sowie ohne vorherigen Gerichtsprozess im Gefängnis sitzen.

## Internierungslager und Militärgefängnisse
Laut Bericht des Europäischen Unterstützungsbüros für Asylfragen (EASO) der Europäischen Union vom Mai 2015, werden Menschen in Eritrea neben allgemeinen strafrechtlichen Gründen auch aus politischen und religiösen Gründen sowie wegen militärischer Vergehen inkl. Desertion und Wehrdienstverweigerung oder versuchter illegaler Ausreise verhaftet. Nach Einschätzungen der Menschenrechtsorganisation Amnesty International aus 2013, sind in Eritrea zwischen 5.000 und 10.000 politische Gefangene ohne rechtsstaatliches Verfahren unter teils prekären Bedingungen inhaftiert. Nach Angaben des Assistant Secretary of State for Democracy, Human Rights, and Labor des Außenministeriums der Vereinigten Staaten seien zwischen 1200 und 3000 Personen wegen ihres Glaubens inhaftiert. Aus 37 zum Teil geheimen, teils offiziellen Militärhaftlagern wird über Probleme berichtet.
Die Haftbedingungen in den mindestens 37 teils geheimen, teils offiziellen Internierungslagern und Militärgefängnissen sind prekär. Es kommt zu Folter, sexuellem Missbrauch und Gewalt. Es wird von Todesfällen berichtet.

### Haftbedingungen
- Einige Haftanstalten sind unterirdisch oder befinden sich in Schiffscontainern. In diesen kann es aufgrund des Klimas in Eritrea extrem heiß werden;
- Die Zellen sind oft derart überfüllt, dass sich die Häftlinge nur abwechselnd oder gar nicht hinlegen können;
- Die hygienischen Bedingungen sind schlecht. In manchen Gefängnissen gibt es anstelle einer Toilette nur ein Loch im Boden oder einen Kübel. Hofgang wird oft nicht erlaubt. Es gibt kaum medizinische Versorgung;
- Die Essensrationen sind klein und wenig nahrhaft, der Zugang zu Trinkwasser eingeschränkt;
- Teils werden die Häftlinge misshandelt oder gefoltert und zu Zwangsarbeit eingesetzt;
- Angehörige haben häufig keinen Zugang zu den Häftlingen;
- Frauen werden üblicherweise getrennt von Männern untergebracht. Dennoch gibt es Berichte über sexuellen Missbrauch und Vergewaltigung z. B. durch Wächter;
- Aufgrund dieser schwierigen Umstände kommt es Berichten zufolge immer wieder zu Todesfällen in Haft;
- Zahlreiche Häftlinge (insbesondere aus politischen, religiösen oder militärischen Gründen verhaftete Personen inkl. Deserteure und Wehrdienstverweigerer) sind in Incommunicado-Haft: Es findet kein Strafverfahren statt, die Haft ist nicht befristet und die Angehörigen werden nicht informiert. Solche Häftlinge werden häufig misshandelt oder gefoltert. Incommunicado-Haft kommt beispielsweise in den Gefängnissen Aderser, Tesseney sowie Track B in Asmara vor.[7]

### Folter
In eritreischen Gefängnissen wird Folter zu verschiedenen Zwecken angewandt. Dazu gehört das Erzwingen von Geständnissen, der Informationsgewinn sowie als Mittel der Bestrafung. Den Berichten zufolge werden Häftlinge gefoltert wegen Regierungskritik, ungenügenden Leistungen im Nationaldienst, Insubordination oder wegen der Flucht anderer Gefangener. Folter wird zudem auch angewandt bei Angehörigen religiöser Minderheiten (v. a. Pfingstgemeinde, Zeugen Jehovas), wenn sie ihren Glauben praktizieren oder um sie zu zwingen, den Glauben aufzugeben. Zu den Foltermethoden gehören unter anderem Fesselungen über Tage oder sogar Wochen an Händen und/oder Füßen mit Seilen und Handschellen (Helikopter, Ferro, Otto, Jesus Christ) sowie das Verharren in einem Lastwagenreifen (Gomma). Auch Waterboarding wird angewandt sowie das erzwungene Barfußgehen über scharfe Gegenstände oder sehr heißen Wüstenboden. Hinzu kommen meist Schläge. Im September 2014 trat Eritrea der Anti-Folter-Konvention bei.

## Medien- und Informationsfreiheit
Im Jahr 2001 wurden 13 Journalisten in Haft genommen, da sie abtrünnige Minister unterstützt hätten. Von diesen starb Fessayahe Yohannes am 11. Januar 2007 im Zuchthaus von Eiraeiro, im Nordosten des Landes. Im September des gleichen Jahres wurde die private Presse verboten. Das Regime kontrolliert seither die gesamte Medienlandschaft des Landes. Kritik an der Regierung ist nahezu unmöglich, da sie als Schädigung der nationalen Sicherheit aufgenommen und unter harte Strafe gestellt wird.
Insgesamt unterstehen die Medien der exekutiven Gewalt. Den Personen, die im öffentlich-rechtlichen Fernsehen Eri-TV, im Radio Dimtsi Hafash (Stimme der Massen) und in der regierungsnahen Tageszeitung Hadas Eritrea arbeiten, wurden erhebliche Beschränkungen auferlegt. Daraufhin verließen mehrere Journalisten das Land und flohen, mehrheitlich zu Fuß, über die Grenze. Ausländische Korrespondenten mussten ebenfalls das Land verlassen oder wurden ausgewiesen, so dass selbst in der Hauptstadt Asmara keine unabhängigen Beobachter mehr vorhanden sind.

## Sonderberichterstatter der Vereinten Nationen für Eritrea
Im Oktober 2012 wurde Sheila Keetharuth zur UN-Sonderberichterstatterin zur Situation der Menschenrechte in Eritrea ernannt. Trotz mehrfacher Anfragen wurde ihr und anderen Stellen der Vereinten Nation (Stand Februar 2014) der Zugang zum Land verweigert.
Im September 2014 legte sie ihren aktuellen Bericht vor, in dem sie mitteilte, dass umfassende Menschenrechtsverletzungen noch immer hunderte Bürger Eritreas zur Flucht treiben würden. Allein 32.000 von ihnen kam nach der Flucht über das Mittelmeer bis September 2014 in Europa an.
Seit 2020 ist der Sudanese Mohamed Abdelsalam Babiker Sonderberichterstatter.

## Internationaler Vergleich
Internationalen Einstufungen, welche über die politische Freiheit, die Pressefreiheit oder den Grad der politischen Rechte und Meinungsfreiheit urteilen, verorten Eritrea meist auf den letzten Plätzen:
Freedom House
Nach dem Bericht von Freedom House aus dem Jahr 2008 wird Eritrea als nicht frei betrachtet. Die Punktzahl im Bereich der politischen Rechte beträgt 6 von 7 (1 wird als die beste Benotung und 7 als die schlechteste gewertet). Bei den bürgerlichen Freiheiten wurde der Staat mit 7 bewertet. Dem entspricht die hohe Zahl der eritreischen Bootsflüchtlinge (auf der „zentralen Route“ über das Mittelmeer), wo Eritrea mit 33.559 Bootsflüchtlingen bei insgesamt 170.757 im Jahr 2014 gleich hinter Syrien (etwa 39.000) in der Frontex-Statistik den zweiten Platz einnahm.
Demokratieindex von 2019
| Weltweite Einstufung | Gesamtnote | Wahlprozess und Pluralismus | Funktionieren der Regierung | Politische Mitwirkung | Politische Kultur | Zivile Freiheiten |
| -------------------- | ---------- | --------------------------- | --------------------------- | --------------------- | ----------------- | ----------------- |
| 152 von 167          | 2,37/10    | 0/10                        | 2,14/10                     | 1,67/10               | 6,88/10           | 1,18/10           |

Der Bericht von 2019 über den Demokratie-Index der Zeitschrift The Economist platzierte Eritrea auf Rang 152 von 167 untersuchten Ländern.

### Dänemark-Kontroverse 2014
Der Immigrationsdienst der Regierung von Dänemark führte 2014 eine Untersuchung über Eritrea durch, um Fragen bezüglich der Gewährung von Asyl und der Rückführung von in Dänemark untergebrachten Asylbewerbern aus Eritrea in ihr Heimatland zu prüfen, und veröffentlichte das Ergebnis im November 2014. Die Asylbewerber hatten meist angegeben, nicht zurückkehren zu können, weil sie das Land illegal verlassen hätten und bei einer möglichen Rückkehr deshalb Repressalien befürchteten. Wegen des Anstiegs der Bewerberzahlen aus dem Land und der Tatsache, dass alle vorliegenden Berichte, auch die der Menschenrechtsorganisationen, hauptsächlich auf Hörensagen und nicht auf Untersuchungen vor Ort beruhten, beschlossen die Dänen, selbst nachzuforschen. Ihre Untersuchungsgruppe befragte zahlreiche Akteure vor Ort nach deren Einschätzungen. Der Bericht schloss, dass weitgehende Reisefreiheit innerhalb des Landes herrsche, internationale Sender wie die BBC und CNN frei empfangen werden könnten und zahlreiche Einwohner Mobiltelefone nutzen. Nach Einschätzung der befragten westlichen Botschaften im Land sahen diese den teils langen Pflichtdienst für den Staat und die niedrigen Verdienstmöglichkeiten als Hauptgrund für junge Menschen, das Land zu verlassen. Zwar würden Menschen aus politischen Gründen verhaftet und festgehalten, ein generelles Klima der Angst herrsche jedoch nicht. Eine andere Botschaft teilte mit, dass politische Unterdrückung nicht der Grund sei, warum Leute fliehen, sondern dass wirtschaftliche Überlegungen im Vordergrund stünden. Rückkehrer, die zuvor aus Eritrea ausgereist waren, mussten eine Einkommensteuernachzahlung von 2 % leisten und einen Entschuldigungsbrief in einer eritreischen Botschaft im Ausland unterzeichnen, bevor sie zurückkehren durften. Ob und wenn ja, welche Art von Bestrafung gegen Rückkehrer verhängt würde, war umstritten. Ob Flüchtlinge, die zuvor aus dem staatlichen Pflichtdienst desertiert waren, bei ihrer Rückkehr bestraft würden, war zwischen den Botschaften im Land und befragten Menschenrechtlern in westlichen Nationen ebenfalls umstritten. Letztere gingen von schweren Strafen aus.
Der Fall des Fluganbieters Fly Olympic aus Schweden wurde aufgezeigt, bei dem 400 Eritreer, die zuvor Asyl in Schweden erhalten hatten und mittlerweile schwedische Pässe erhalten hatten, in Eritrea strandeten, als die Fluglinie pleiteging. Die Personen waren nach Eritrea gereist, obwohl sie zuvor in Schweden angegeben hatten, vor dem staatlichen Pflichtdienst in Eritrea geflüchtet zu sein. Dennoch konnten sie alle das Land verlassen, nachdem Ersatztickets beschafft worden waren. Der als Experte befragte Professor Gaim Kibreab aus London hatte im Gegensatz dazu angegeben, das Regime erkenne neue Staatsbürgerschaften für gebürtige Eritreer nicht an.
Human Rights Watch kritisierte den dänischen Bericht scharf und beharrte darauf, dass die Methodik der Dänen unbrauchbar sei und dass, anders als bei der dänischen Studie, die Befragung von Asylbewerbern eine der wichtigsten Quellen für Informationen über Eritrea sei. Die Menschenrechtler forderten europäische Staaten auf, Bürgern aus Eritrea weiterhin Asyl zu gewähren.
Die in Großbritannien ansässige Organisation „Human Rights Concern – Eritrea“ beklagte im Gegensatz zu Human Rights Watch nicht die Methodik, keine Asylbewerber befragt zu haben, sondern kritisierte hauptsächlich, dass der Mangel an Freiheit im Land nicht ausreichend im Bericht gewürdigt würde. Es reiche nicht aus, friedlich in Eritrea leben zu können, solange man nicht auch offen Opposition gegen die Regierung betreiben dürfe. Weiterhin schlossen die Menschenrechtler, dass die Beobachtungen der Dänen zu subjektiv seien. So könne man aus der freien Verfügbarkeit westlicher Medien für einige Bewohner des Landes nicht schließen, dass jeder Bürger diese Möglichkeiten habe.

### In der Flüchtlingskrise ab 2015
Im Juni 2016 änderte die Schweiz ihr Verfahren im Umgang mit Flüchtlingen aus Eritrea. Wenn die Einzelfallprüfung in der Schweiz ergibt, dass eine Person erst bei ihrer Ausreise aus Eritrea zum Flüchtling wurde, also nicht aus dem staatlichen Pflichtdienst geflohen ist, wird sie aus der Schweiz ausgewiesen. Hintergrund soll nach einem Pressebericht sein, dass die Strafe in Eritrea für die illegale Ausreise deutlich geringer ausfällt, als die fünf Jahre Gefängnis, von denen man bisher ausgegangen war. Eine Grundsatzurteil des Bundesverwaltungsgerichts im Februar 2017 bestätigte diese Praxis.